# (967) Helionape
(967) Helionape ist ein Asteroid des Hauptgürtels, der am 9. November 1921 vom deutschen Astronomen Walter Baade in Bergedorf entdeckt wurde.
Der Name des Asteroiden stellt die griechische Version des Namens von Adolf Ritter von Sonnenthal dar, einem österreichischen Schauspieler.